# Phytodietus emericus
Phytodietus emericus är en stekelart som beskrevs av Loan 1981. Phytodietus emericus ingår i släktet Phytodietus och familjen brokparasitsteklar. Inga underarter finns listade i Catalogue of Life.